# Lipsius & Tischer

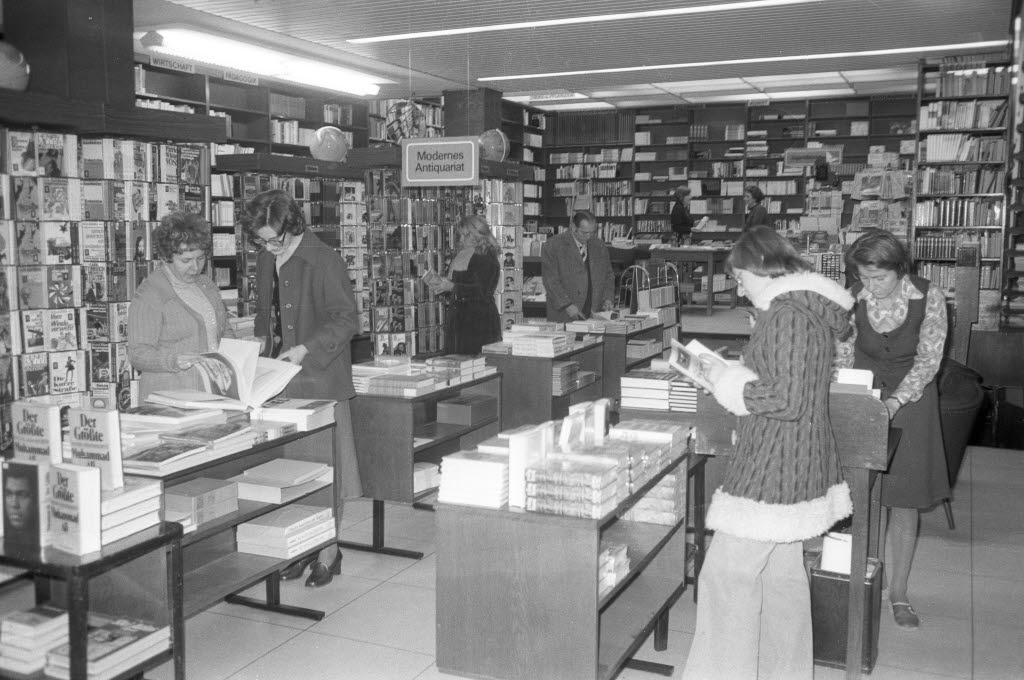
Lipsius & Tischer in der Kieler Holstenstraße (1976)

Lipsius & Tischer war in Kiel der jeweilige Name einer Buchhandlung, eines Antiquariates und einer Kunsthandlung sowie eines Verlages.

## Geschichte
Am 1. Februar 1876 gründeten Gottfried Heinrich Lipsius und sein Teilhaber Tischer in Kiel die Buchhandlung Lipsius & Tischer zunächst als ein reines Sortimentsgeschäft. Bereits ein Jahr später schied Teilhaber Tischer wieder aus. Nach der Deutschen Reichsgründung im Januar 1871 kam es in Kiel durch den Ausbau des Reichskriegshafens zu einem wirtschaftlichen Aufschwung. An diesem Aufschwung partizipierte Lipsius & Tischer durch steigende Umsätze, sodass 1891 ein eigenes dreigeschossiges Geschäftshaus mit Ladenlokal in der Falckstraße 9 bezogen werden konnte. Zusätzlich existierten Filialen in Kiel am Schlossgarten 11 und am Sophienblatt 1. Von 1899 bis 1914 gab es auch eine Filiale im chinesischen Tsingtau.
Im Zweiten Weltkrieg zerstörte am 26. August 1944 ein Bombenangriff das Geschäftshaus in der Falckstrasse 9. Hierbei wurde auch das Geschäftsarchiv vernichtet. Nach dem Krieg bezog ein Nachkomme von Gottfried Heinrich Lipsius mit einer Sortimentsbuchhandlung im Jahr 1951 in der Holstenstraße 80 ein neues Geschäftslokal. Nach zweimaligem Besitzerwechsel (1959 und 1999) und einem Umzug in die Holstenstraße 66 wurde die Buchhandlung aus wirtschaftlichen Gründen am 17. Juni 2006 nach 130 Jahren geschlossen.

## Antiquariat
Schon bald nach dem Geschäftsbeginn gründete der Inhaber eine selbständige Antiquariatsabteilung. Zum fünfzigsten Geschäftsjubiläum erschien im Jahr 1925 der Antiquariats-Katalog Nr. 133. In der Summe erfolgte das Angebot bis 1938 in 150 Katalogen. Außerdem erschienen bis 1938 insgesamt 80 Listen mit dem Namen Kieler Bücherfreund.
Hauptsächlich handelte das Antiquariat Lipsius & Tischler nach eigenen Angaben speziell mit Inkunabeln, Holzschnittbüchern des 16. Jahrhunderts, deutsche und französische illustrierte Werke des 19. Jahrhunderts, Almanache und Kalender sowie mit deutscher Literatur in Originalausgaben.

## Kunsthandel
Der Kunsthandel firmierte als Kunstsalon Lipsius & Tischer. Der Kunsthistoriker Werner J. Schweiger hat in seinen Forschungen die Herausgabe von Lagerkatalogen unter dem Namen Die Stichel nachweisen können. Der erste Katalog erschien 1920. An der Kieler Herbstwoche für Kunst und Wissenschaft, die aufgrund einer Initiative des Oberbürgermeisters Emil Lueken vom 11. bis zum 19. September 1920 veranstaltet wurde, zeigte der Kunstsalon Graphiken von Max Beckmann.
Der Kunsthistoriker Ulrich Schulte-Wülwer betont in seinem Buch über Künstler in Kiel (1918–1945) die Förderung der Kieler Expressionisten durch den Kunstsalon. Zu diesem Kreis zählt der Autor insbesondere die Künstler Werner Lange, Karl Peter Röhl und Friedrich Peter Drömmer.

## Verlag
Die Geschäftstätigkeiten wurden ergänzt um einen Verlag Lipsius & Tischer, der – wie damals üblich – eine Niederlassung in Leipzig hatte. Das Programm des Verlages – er hatte eine eigene Rechtsform – erstreckte sich in den Jahrzehnten vor dem Zweiten Weltkrieg auf Fachbücher für den Schulunterricht und auf Themen aus Marine, Technik, Medizin, Naturwissenschaften sowie auf Themen aus der damaligen Provinz Schleswig-Holstein. In dieser Zeit zählten zu den Autoren u. a. Alfred Biese, Klaus Groth, Friedrich Junge, Johanna Mestorf und Johann Meyer.
Nach dem Zweiten Weltkrieg konzentrierte sich die Verlagstätigkeit auf Titel zeitgenössischer Autoren wie zum Beispiel Franz Baake und Wilhelm Genazino.

## Auszeichnungen
- 1893: Weltausstellung Chicago[2]
- 1900: Weltausstellung Paris[2]